# Antherotoma
Genre
Antherotoma est un genre de plantes à fleurs de la famille des Melastomataceae dont les espèces se trouvent en Afrique tropicale et australe, aux Comores et à Madagascar.

## Liste des espèces
Selon Catalogue of Life (21 novembre 2017) :
- Antherotoma angustifolia (A. Fern. & R. Fern.) H. Jacques-Félix
- Antherotoma clandestina Jacques-Felix
- Antherotoma debilis (Sond.) H. Jacques-Félix
- Antherotoma densiflora (Gilg) H. Jacques-Félix
- Antherotoma gracilis (Cogn.) H. Jacques-Félix
- Antherotoma irvingiana (Hook. fil.) H. Jacques-Félix
- Antherotoma naudinii Hook. fil.
- Antherotoma phaeotricha (Hochst.) H. Jacques-Félix
- Antherotoma senegambiensis (Guill. & Perr.) H. Jacques-Félix
- Antherotoma tenuis (A. Fern. & R. Fern.) H. Jacques-Félix
- Antherotoma tisserantii (Jacq.-Fél.) H. Jacques-Félix